# Ricardo Bofill
Pour les articles homonymes, voir Bofill et Levi.
Ricardo Bofill Leví, en catalan Ricard Bofill i Leví, est un architecte espagnol né le 5 décembre 1939 à Barcelone et mort dans cette même ville le 14 janvier 2022. 
Il est notamment connu en France pour la réalisation de la salle de concert de l'Arsenal de Metz, des espaces d'Abraxas à Noisy-le-Grand, des Arcades du Lac à Montigny-le-Bretonneux, du quartier Antigone à Montpellier et de la place de Catalogne et du marché Saint-Honoré à Paris.
Il est également l'auteur de l'Hôtel Vela de Barcelone, édifice iconique situé à la Barceloneta.

## Biographie
Ricardo Bofill est le fils du catalan Emilio Bofill y Benessat, architecte, et d'une vénitienne, Maria Levi. Il entame ses études au lycée français de Barcelone, lui permettant de maîtriser cette langue. Il continue à l'École technique supérieure d'architecture de Barcelone, jusqu'à son expulsion due à son militantisme au Parti socialiste unifié de Catalogne. Il fait aussi partie, avec d'autres intellectuels espagnols des années 1960, de la gauche divine. Son action antifranquiste le conduit à poursuivre sa scolarité à l'École d'architecture de Genève. Il ne revient en Barcelone qu'après la mort de Franco, en 1975.
En 1963, il s'entoure d'architectes, ingénieurs, sociologues et philosophes, noyau de ce qui est aujourd'hui le Ricardo Bofill Taller de Arquitectura. Le groupe s'installe en 1975 à Barcelone dans une ancienne cimenterie, La Fabrica, une initiative devenue courante dans le monde artistique depuis mais une innovation à l'époque. Cette équipe internationale intervient partout dans le monde et joue de techniques modernes et de savoir-faire accumulé durant plus de quarante ans.

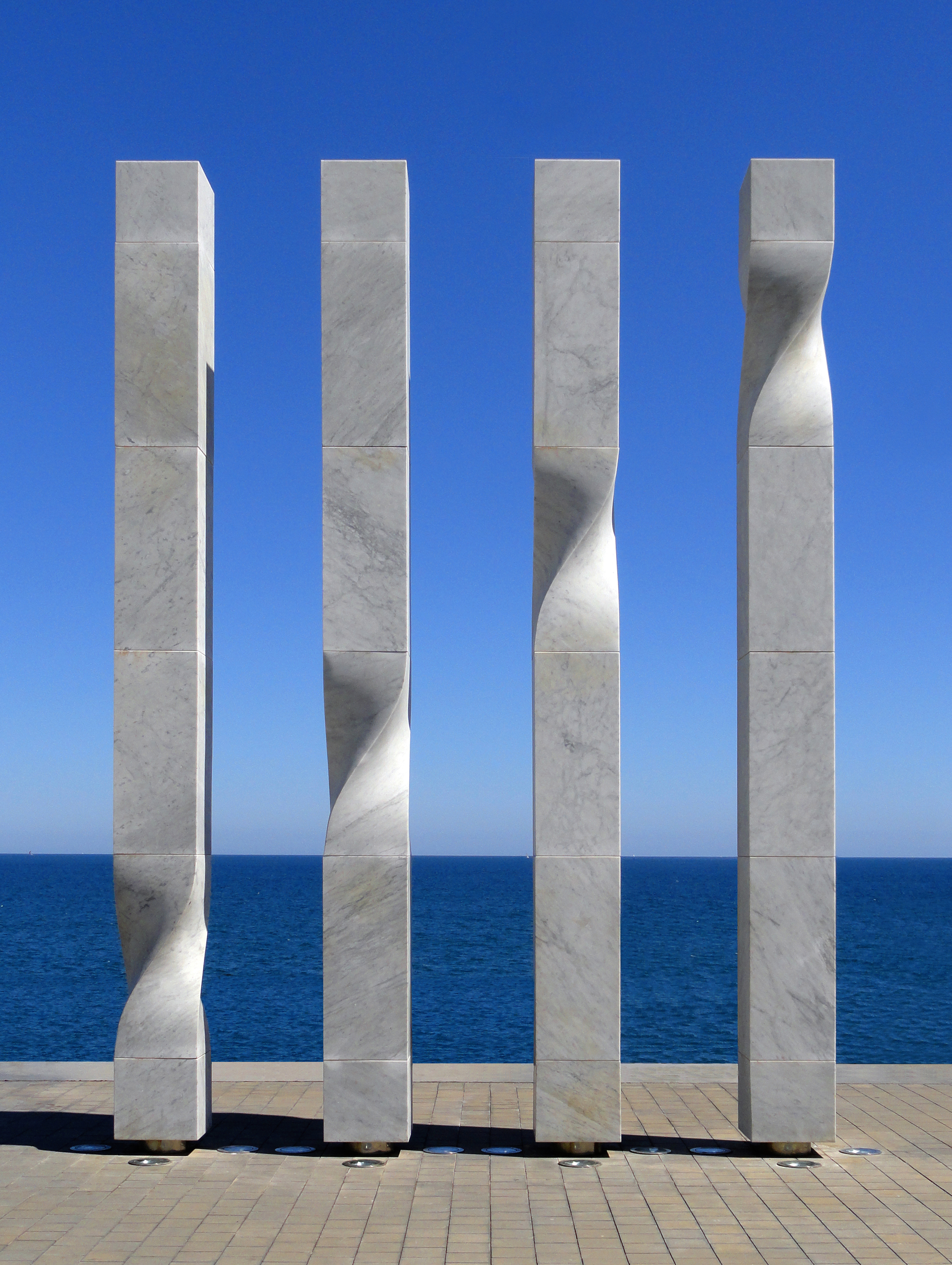
Les quatre barres de la senyera catalana, 2009-2010, Hotel W Barcelona, Plaça de la Rosa del Vents 1, à Barcelone (Espagne).

Le dessin de la ville est une discipline largement approfondie par le Taller de Arquitectura, notamment dans les villes de Paris, Bordeaux, Luxembourg et Madrid, ainsi que Boston aux États-Unis et Kobe au Japon. Parmi les principaux projets développés en Chine se trouvent le concours pour la ville olympique de Qingdao, Landmark Buildings, ensemble d’immeubles de grande hauteur, les nouveaux quartiers d’habitations « The Reflections et Sunshine Upper East Side », le Shangri-la Hotel, tous les trois réalisés en 2009.
Le quartier d'Antigone à Montpellier, dont le projet initié en 1980 continue à s'enrichir de nouvelles édifications, témoigne de cette démarche : un morceau de ville dessiné et construit par l'atelier, célébré par le ministère de la Culture.
Parmi les grandes infrastructures réalisées en Espagne, il faut signaler l’aéroport international de Barcelone-El Prat en 1992 ainsi que son extension, le nouveau terminal T1, livré juin 2009. À Madrid, le Palais des Congrès (es) est une des œuvres les plus significatives de la capitale espagnole.
Dans le domaine des équipements culturels le Ricardo Bofill Taller de Arquitectura réalise le centre de musique l'Arsenal à Metz, le TNC - théâtre national de la Catalogne à Barcelone, l’école de musique Shepherd, au sein de l’université de Rice à Houston, et le centre culturel Miguel-Delibes à Valladolid.
Parmi les projets de bureaux construits à Paris, se distinguent l’immeuble de bureaux Paribas Marché Saint-Honoré, les sièges des compagnies Rochas, Dior, Decaux, Axa et Cartier. Il faut également signaler, dans la catégorie des gratte-ciel, Donnelley Building à Chicago, suivi par le tout récent Dearborn Center et l’immeuble représentatif de la société Shiseido à Tōkyō. Dans sa ville de naissance de Barcelone, il crée notamment l'Auditori, théâtre national de Catalogne, dans le quartier de l'Eixample et l'hôtel Vela, figure caractéristique du vieux-port de Barcelone, dont son atelier signe également le mobilier urbain alentour.
Ses principales influences sont les architectes Palladio, Mansart et Ledoux.
Il fonde en 1963 le Ricardo Bofill Taller de Arquitectura (en français, « l’atelier d’architecture Ricardo-Bofill ») à Barcelone avec Manuel Núñez Yanowsky (auteur des « arènes de Picasso » à Marne-la-Vallée), Ramón Collado et sa sœur Ann, comme une cellule de « brainstorming transdisciplinaire ».
À partir des années 1970 — période depuis laquelle il travaille en France – il œuvre contre « une architecture de masse », concrétisée par les ensembles de HLM, contre une « architecture d’ingénieurs sans identité » et cherche à faire des monuments pour le peuple.
Ricardo Bofill meurt le 14 janvier 2022 à Barcelone à l’âge de 82 ans des suites de complications liées à la Covid-19.

## Quelques réalisations
Ricardo Bofill a à son actif plus de cinq cents projets dans une cinquantaine de pays différents.

### États-Unis
- 1992 : Chicago, 77 West Wacker Drive[1]

### Maroc
- Casablanca : Twin Center
- 2011-2016 : Ben Guerir : campus de l'université Mohammed VI Polytechnique[1]

### Europe
- 1968 : Calp (Alicante), Xanadu (Calp)
- 1973 : Calp (Alicante), Muralla Roja[1]
- 1975 : Barcelone, Walden 7
- 1976 : Canillo (Andorre), nouveau sanctuaire de Meritxell
- 1978 : Montpellier, quartier Antigone[1]
- 1981 : Saint-Quentin-en-Yvelines (Montigny-le-Bretonneux), le Viaduc et les Arcades du Lac[13]
- 1984 : Saint-Quentin-en-Yvelines
- 1982 : Noisy-le-Grand, Espaces d'Abraxas[1],[10]
- 1982 : Saint-Quentin-en-Yvelines, Voisins-le-Bretonneux), Templettes
- 1985 : Paris, quartier Maine-Montparnasse : les Échelles du Baroque (place de Catalogne)[1] et place de Séoul
- 1985 : Cergy, belvédère Saint-Christophe
- 1987 : Pauillac, chai du château Lafite Rothschild (de forme circulaire, il peut contenir 2 200 barriques)
- 1988 : Montpellier, hôtel de région du Languedoc-Roussillon
- 1988-1992 : Barcelone, terminal T2 de l'aéroport puis terminal T1 en 2009[1]
- 1989 : Metz, transformation de l'Arsenal en un complexe culturel.
- 1989 : La Hulpe, Belgique, siège social de Swift
- 1992 : Bofills båge, Stockholm
- 1997 : Paris, transformation de la place du Marché-Saint-Honoré
- 1998 : Luxembourg, quartier de Kirchberg[1]
- 2006 : Dinard, réhabilitation du quartier de la gare[1]
- 2008 : Barcelone, Hotel Vela
- 2011 : Salerne, la place de la Liberté et le « Crescent »

## Galerie

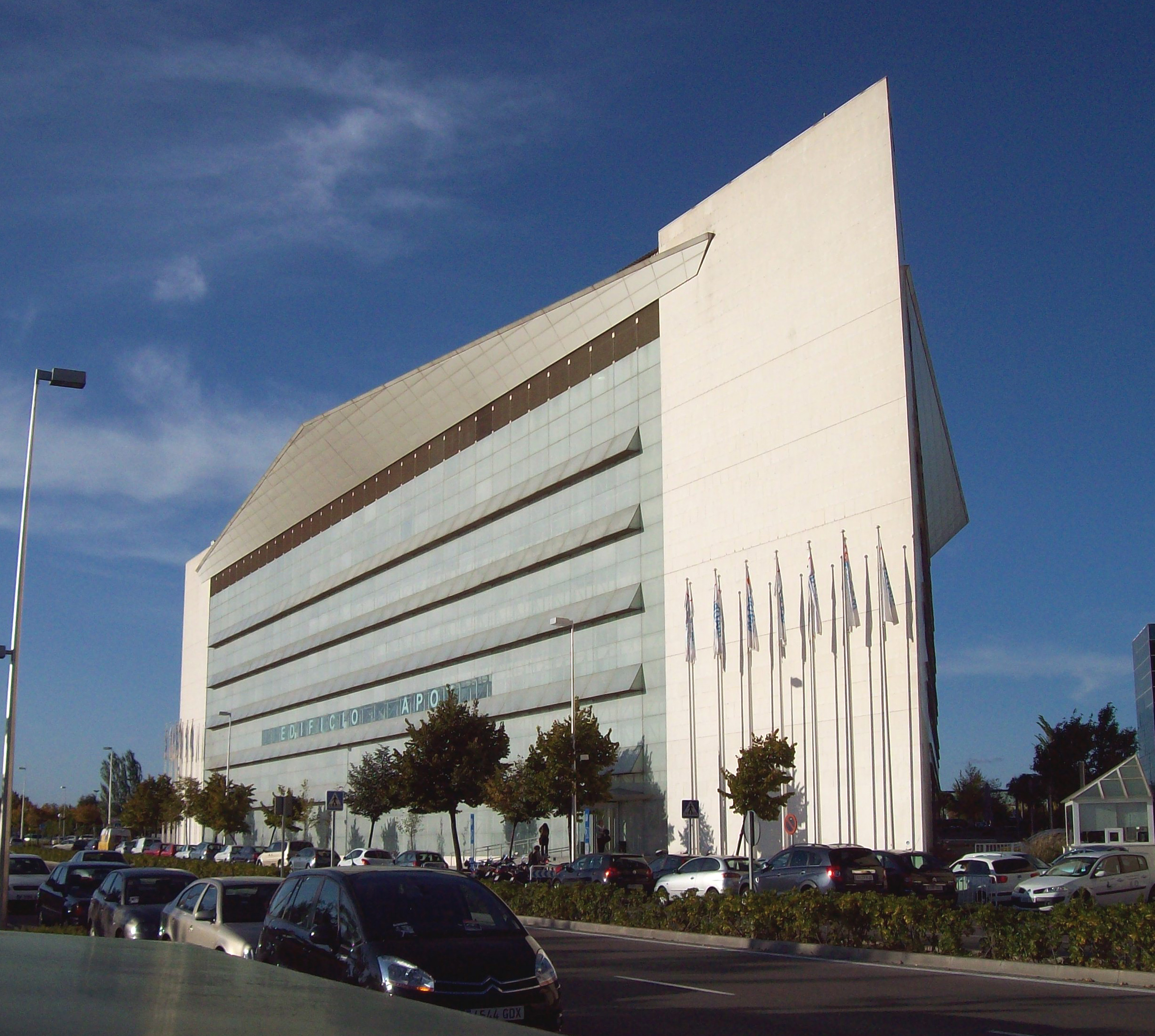
Campo de las Naciones, Madrid (Espagne)
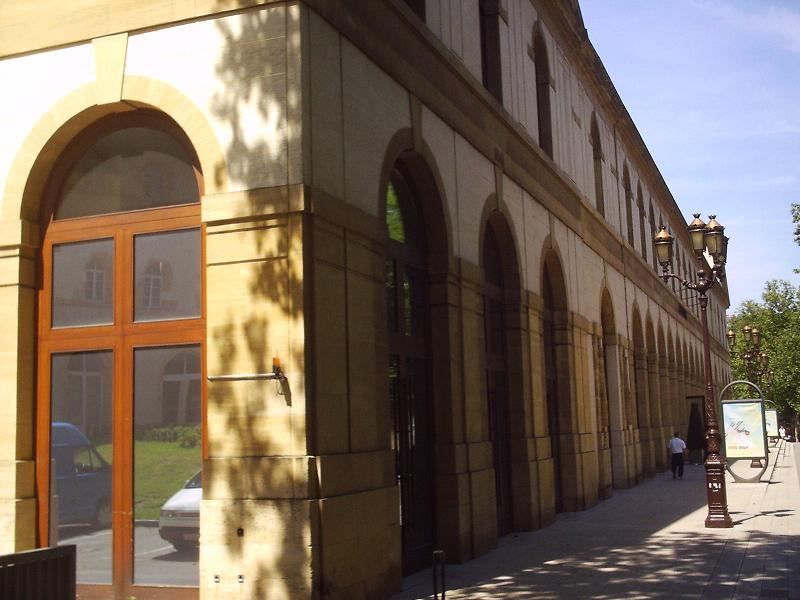
L'Arsenal (salle de spectacle) de Metz.
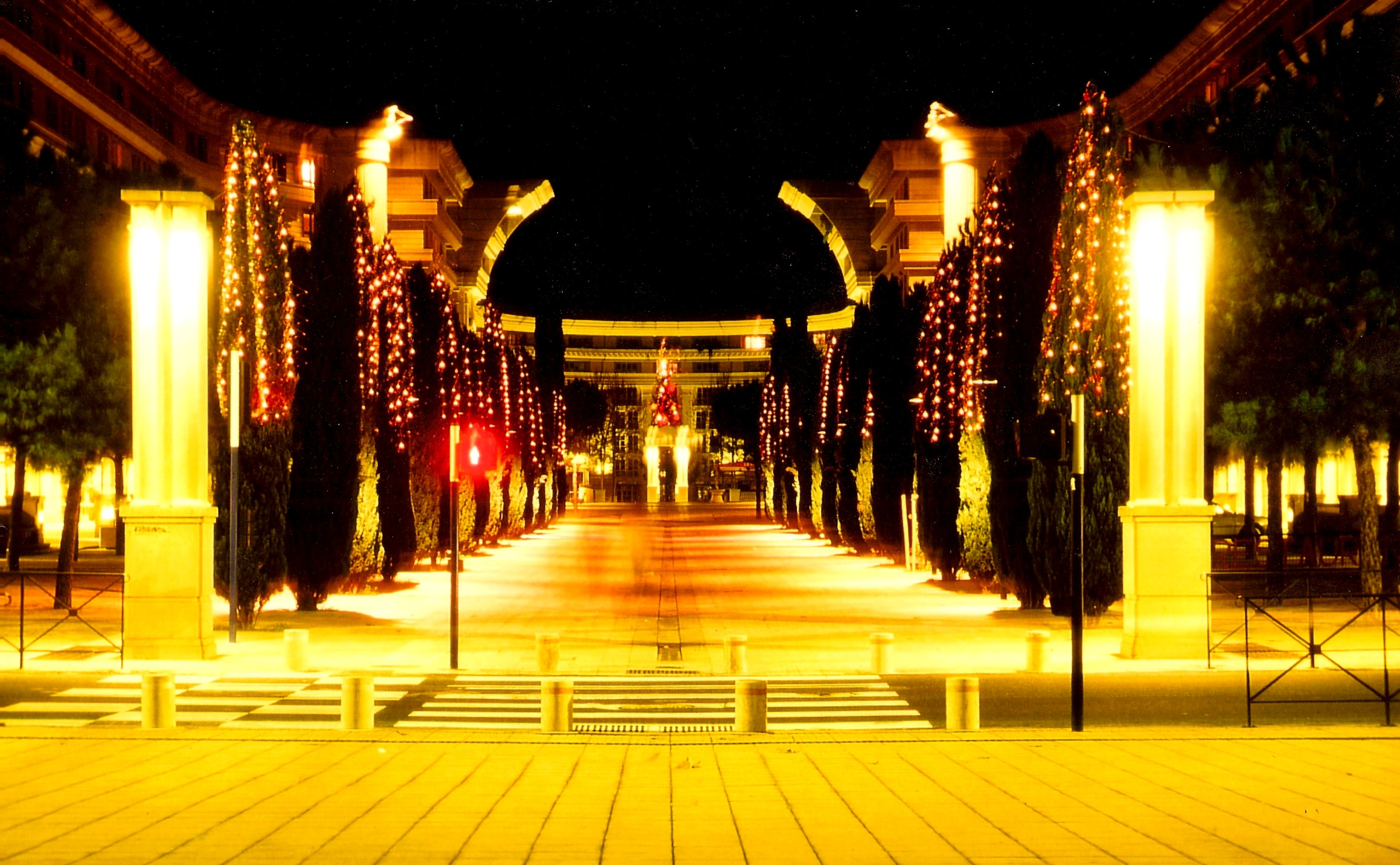
Place du Millénaire, quartier Antigone à Montpellier (Hérault).
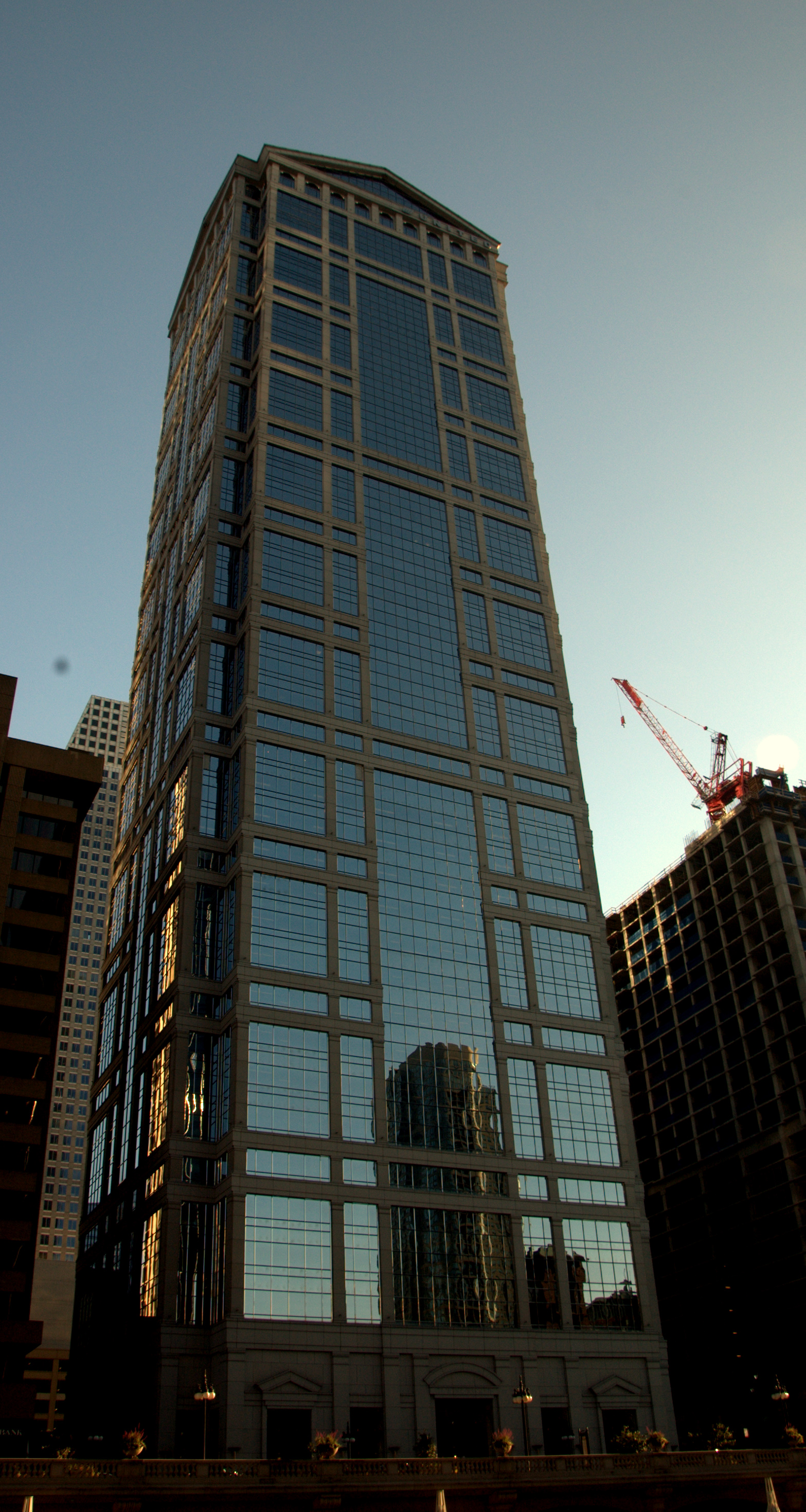
Le 77 West Wacker Drive, siège social d'United Airlines à Chicago (États-Unis).
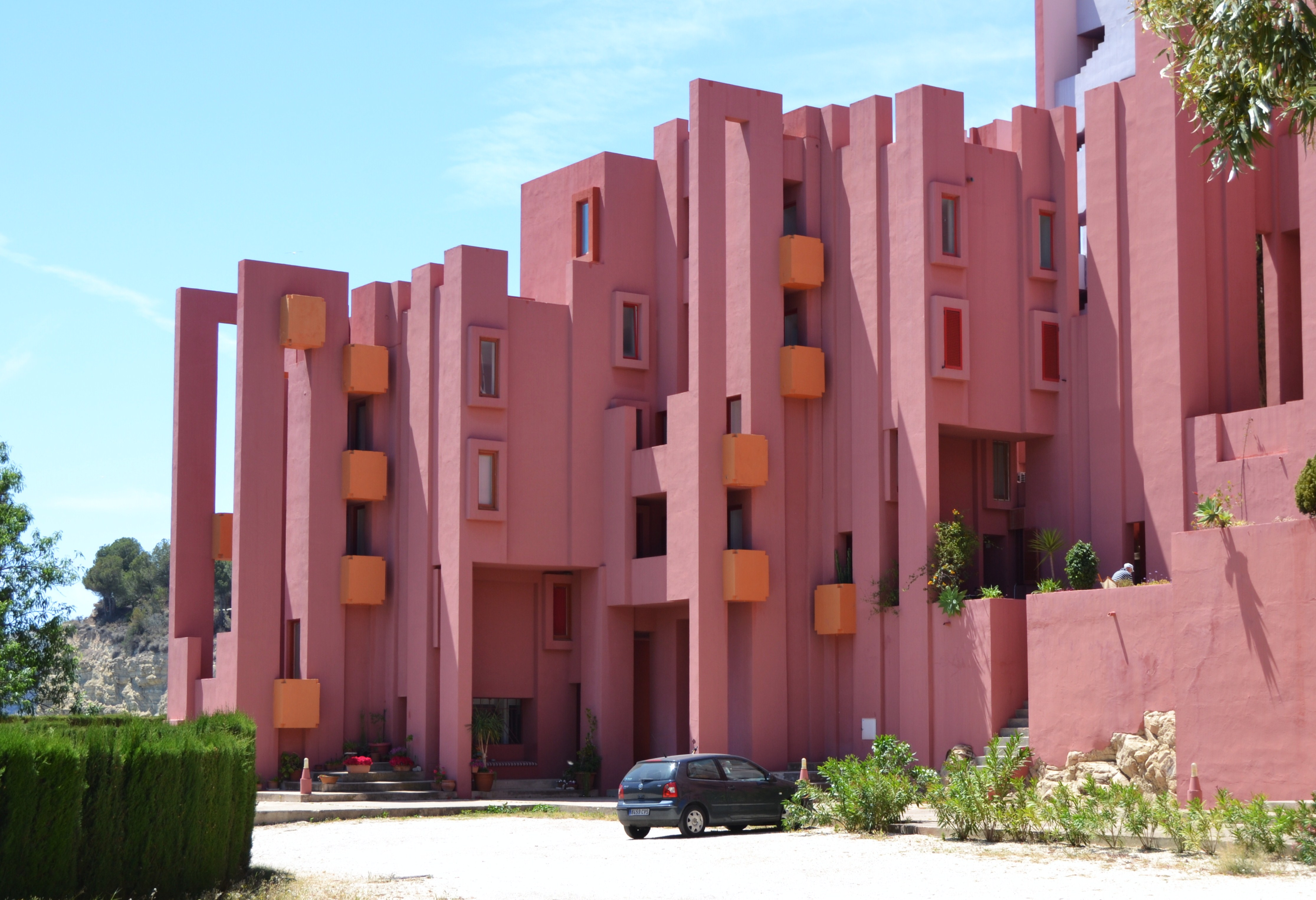
Muralla Roja, Calpe (Alicante)
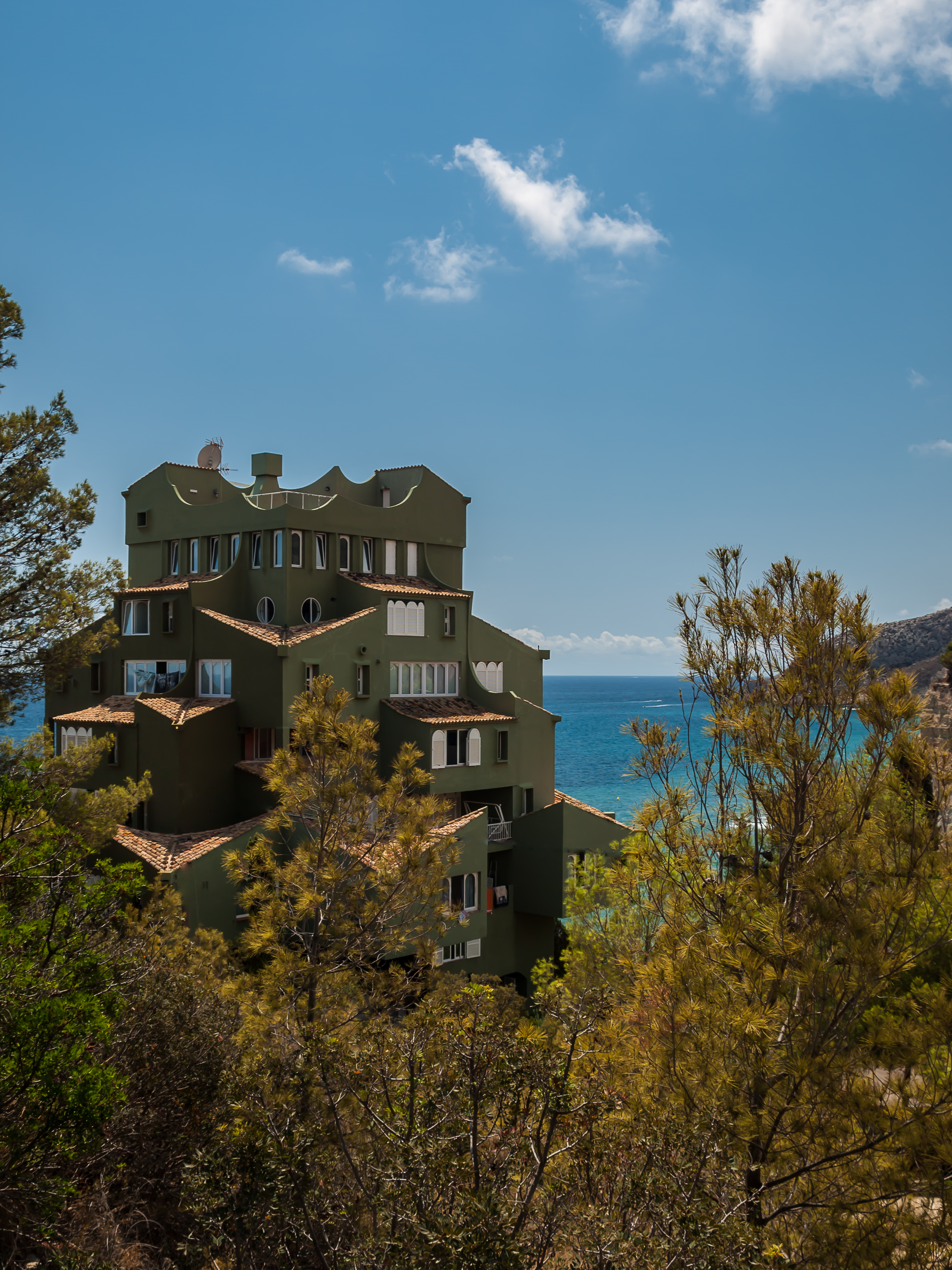
Xanadu, Calpe (Alicante)

## Hommage
- Jardin des Colonnes - Ricardo-Bofill (Paris)